# Kanton Avignon-Nord
Der Kanton Avignon-Nord war bis 2015 ein französischer Wahlkreis im Arrondissement Avignon, im Département Vaucluse und der Region Provence-Alpes-Côte d’Azur. 2015 wurde er im Rahmen einer landesweiten Neugliederung der Kantone aufgelöst.

## Gemeinden
Der Kanton bestand aus einem Teil der Stadt Avignon (angegeben ist hier die Gesamteinwohnerzahl) und einer weiteren Gemeinde:
| Gemeinde  | Einwohner Jahr | Fläche km² | Bevölkerungsdichte | Code INSEE | Postleitzahl |
| --------- | -------------- | ---------- | ------------------ | ---------- | ------------ |
| Avignon   | 90.305 (2013)  | –          | – Einw./km²        | 84007      | 84000        |
| Le Pontet | 17.344 (2013)  | 10,77      | 1610 Einw./km²     | 84092      | 84130        |